# 岡田真
岡田 真（おかだ まこと、1962年3月16日 - ）は、日本の映画プロデューサーである。東京都出身。

## 人物・来歴
慶応義塾大学経済学部を卒業。1985年東映ビデオに入社。現在東映企画製作部チーフプロデューサー。

## フィルモグラフィ

### 劇場映画
- 『XX 美しき凶器』（小水一夫監督）1994年1月
- 『ダンガン教師』（福岡芳穂監督）1995年4月
- 『恋極道』（望月六郎監督）1998年1月
- 『DEAD OR ALIVE 犯罪者』（三池崇史監督）2000年2月
- 『DEAD OR ALIVE 2 逃亡者』（三池崇史監督）2001年3月
- 『DEAD OR ALIVE FINAL』（三池崇史監督）2002年7月
- 『富江 re-birth』（清水崇監督）2001年9月
- 『RUSH!』（瀬々敬久監督）2001年６月
- 『新仁義なき戦い 謀殺』（橋本一監督）2003年
- 『ゼブラーマン』（三池崇史監督）2004年
- 『濡れた赫い糸』（望月六郎監督）2005年
- 『エクステ』（園子温監督）2007年
- 『少年メリケンサック』（宮藤官九郎監督）2009年
- 『ゼブラーマン -ゼブラシティの逆襲-』（三池崇史監督）2010年
- 『これでいいのだ!!映画★赤塚不二夫』（佐藤英明監督）2011年
- 『莫逆家族バクギャクファミーリア』（熊切和嘉監督）2012年
- 『中学生円山』（宮藤官九郎監督）2013年
- 『愛の渦』（三浦大輔監督）2014年
- 『MATSUMOTO TRIBE』（二宮健監督）2017年4月15日[2]

### Vシネマ
- ネオチンピラ 鉄砲玉ぴゅ〜（高橋伴明監督）1990年